# Società Sportiva Calcio Palermo 1983-1984
Questa voce raccoglie le informazioni riguardanti la Società Sportiva Calcio Palermo nelle competizioni ufficiali della stagione 1983-1984.

## Stagione
In questa stagione, l'undicesima consecutiva in Serie B dal 1973, dopo essersi salvato in extremis nella stagione precedente, il Palermo si classifica in 17ª posizione e quindi retrocede in Serie C1, per un solo punto. Inutile è stata la vittoria all'ultima giornata contro il Monza, già salvo, vista la contemporanea affermazione dell'Empoli sul Cesena. Proprio con la squadra romagnola i rosanero avevano pareggiato alla "Favorita" lo scontro diretto, a tre giornate dalla fine. Per il Palermo è così arrivata la prima retrocessione sul campo nel terzo livello nazionale di calcio. Il campionato era iniziato male e continuato peggio, inframezzato da un periodo dove la squadra era giunta momentaneamente anche al 4º posto in classifica, ma che in poco tempo dal 4º era scivolata al quartultimo di posto. A metà aprile, dopo la sconfitta interna subita dal Padova per 0-1, con il Palermo ultimo in graduatoria a 24 punti insieme a Catanzaro ed Empoli, è stato esonerato il tecnico Gustavo Giagnoni: al suo posto fu promosso l'ex regista rosanero Graziano Landoni, dalla carica di vice allenatore. Questo avvicendamento in panchina è stato l'estremo tentativo di cambiare l'inerzia del torneo, ma, nei fatti, si è trattato di un cambio che non ha giovato per raggiungere la permanenza in Serie B.
In Coppa Italia la formazione siciliana viene eliminata al primo turno, piazzandosi quinta nel sesto girone di qualificazione, dopo due pareggi e tre sconfitte.

## Divise e sponsor
Lo sponsor tecnico per la stagione 1983-1984 fu NR, presente già da quattro annate e dal biennio 1977-1979, che durerà anche per le successive due stagioni, mentre lo sponsor ufficiale fu Pasta Ferrara.
| Casa | Trasferta |

## Rosa
| N. |                   | Ruolo | Calciatore         |
| -- | ----------------- | ----- | ------------------ |
|    | Italia (bandiera) | P     | Angelo Conticelli  |
|    | Italia (bandiera) | P     | Franco Paleari     |
|    | Italia (bandiera) | P     | Giacomo Violini    |
|    | Italia (bandiera) | D     | Tebaldo Bigliardi  |
|    | Italia (bandiera) | D     | Rosario Biondo     |
|    | Italia (bandiera) | D     | Mauro Di Cicco     |
|    | Italia (bandiera) | D     | Giuseppe Guerini   |
|    | Italia (bandiera) | D     | Maurizio Venturi   |
|    | Italia (bandiera) | D     | Giuseppe Volpecina |
|    | Italia (bandiera) | D     | Maurizio Miranda   |
|    | Italia (bandiera) | C     | Onofrio Barone     |
|    | Italia (bandiera) | C     | Gianni De Biasi    |

| N. |                   | Ruolo | Calciatore           |
| -- | ----------------- | ----- | -------------------- |
|    | Italia (bandiera) | C     | Massimo De Stefanis  |
|    | Italia (bandiera) | C     | Valerio Majo         |
|    | Italia (bandiera) | C     | Luciano Malaman      |
|    | Italia (bandiera) | C     | Giacomo Modica       |
|    | Italia (bandiera) | C     | Carlo Odorizzi       |
|    | Italia (bandiera) | C     | Roberto De Ponte     |
|    | Italia (bandiera) | C     | Antonino Santonocito |
|    | Italia (bandiera) | A     | Claudio Fermanelli   |
|    | Italia (bandiera) | A     | Francesco La Rosa    |
|    | Italia (bandiera) | A     | Giampaolo Montesano  |
|    | Italia (bandiera) | A     | Hubert Pircher       |

## Risultati

### Serie B

#### Girone di andata
| Trieste 11 settembre 1983 1ª giornata | Triestina     | 0 – 0 | Palermo | Stadio Giuseppe Grezar\| Arbitro: \| Testa (Prato) \| |
| Arbitro:                              | Testa (Prato) |       |         |                                                       |

| Arbitro: | Lamorgese (Potenza) |

|                 |           |  |
| De Stefanis 67’ | Marcatori |  |

| Arbitro: | Facchin (Udine) |

|           |           |  |
| Piras 29’ | Marcatori |  |

| Arbitro: | Angelelli (Terni) |

|                  |           |  |
| Conca 18’ (aut.) | Marcatori |  |

| Arbitro: | Leni (Perugia) |

|                               |           |  |
| Fusi 59’ Gibellini 84’ (rig.) | Marcatori |  |

| Arbitro: | Esposito (Torre del Greco) |

|                 |           |             |
| De Stefanis 37’ | Marcatori | 47’ Luperto |

| Arbitro: | Da Pozzo (Monza) |

|                                                                         |           |  |
| Volpecina 6’, 66’ De Stefanis 28’ (rig.) Joratti 45’ (aut.) La Rosa 60’ | Marcatori |  |

| Empoli 30 ottobre 1983 8ª giornata | Empoli              | 0 – 0 | Palermo | Stadio Carlo Castellani\| Arbitro: \| Lamorgese (Potenza) \| |
| Arbitro:                           | Lamorgese (Potenza) |       |         |                                                              |

| Arbitro: | D'Elia (Salerno) |

|                             |           |  |
| De Stefanis 48’ Pircher 60’ | Marcatori |  |

| Arbitro: | Benedetti (Roma) |

|            |           |                 |
| Traini 48’ | Marcatori | 47’ De Stefanis |

| Padova 20 novembre 1983 11ª giornata | Padova        | 0 – 0 | Palermo | Stadio Silvio Appiani\| Arbitro: \| Testa (Prato) \| |
| Arbitro:                             | Testa (Prato) |       |         |                                                      |

| Palermo 27 novembre 1983 12ª giornata | Palermo            | 0 – 0 referto | Cavese | Stadio La Favorita\| Arbitro: \| Sguizzato (Verona) \| |
| Arbitro:                              | Sguizzato (Verona) |               |        |                                                        |

| Arbitro: | Luci (Firenze) |

|            |           |  |
| Magrin 72’ | Marcatori |  |

| Arbitro: | Benedetti (Roma) |

|              |           |  |
| De Biasi 90’ | Marcatori |  |

| Arbitro: | Pezzella (Frattamaggiore) |

|                                 |           |  |
| Auteri 15’ Turchetta 47’ (rig.) | Marcatori |  |

| Arbitro: | Polacco (Conegliano) |

|             |           |          |
| De Biasi 9’ | Marcatori | 1’ Caneo |

| Arbitro: | Lamorgese (Potenza) |

|                         |           |               |
| Buriani 16’ Cuttone 67’ | Marcatori | 21’ Montesano |

| Palermo 15 gennaio 1984 18ª giornata | Palermo          | 0 – 0 | Cremonese | Stadio La Favorita\| Arbitro: \| Benedetti (Roma) \| |
| Arbitro:                             | Benedetti (Roma) |       |           |                                                      |

| Arbitro: | Tubertini (Bologna) |

|               |           |  |
| Fontanini 39’ | Marcatori |  |

#### Girone di ritorno
| Arbitro: | De Marchi (Novara) |

|  |           |                                         |
|  | Marcatori | 12’ Perrone 20’ De Giorgis 29’ De Falco |

| Arbitro: | Pirandola (Lecce) |

|                    |           |                        |
| Fiorini 40’ (rig.) | Marcatori | 18’ (rig.) De Stefanis |

| Arbitro: | Da Pozzo (Monza) |

|              |           |           |
| De Biasi 11’ | Marcatori | 71’ Uribe |

| Arbitro: | Leni (Perugia) |

|               |           |               |
| Bivi 65’, 83’ | Marcatori | 49’ Montesano |

| Palermo 4 marzo 1984, ore 15.00 24ª giornata | Palermo          | 0 – 0 referto | Como | Stadio La Favorita\| Arbitro: \| D'Elia (Salerno) \| |
| Arbitro:                                     | D'Elia (Salerno) |               |      |                                                      |

| Arbitro: | Facchin (Udine) |

|             |           |  |
| Luperto 79’ | Marcatori |  |

| Arbitro: | Testa (Prato) |

|                                |           |                 |
| Tovalieri 2’, 73’ Rebonato 56’ | Marcatori | 87’ De Stefanis |

| Arbitro: | Baldi (Roma) |

|             |           |  |
| Pircher 60’ | Marcatori |  |

| Arbitro: | Pirandola (Lecce) |

|               |           |  |
| Garritano 63’ | Marcatori |  |

| Arbitro: | Polacco (Conegliano) |

|             |           |          |
| De Biasi 8’ | Marcatori | 50’ Neri |

| Arbitro: | Ballerini (La Spezia) |

|  |           |           |
|  | Marcatori | 54’ Boito |

| Arbitro: | Leni (Perugia) |

|                   |           |                 |
| Amodio 89’ (rig.) | Marcatori | 82’ De Stefanis |

| Arbitro: | Bergamo (Livorno) |

|                                      |           |  |
| Volpecina 24’ De Stefanis 89’ (rig.) | Marcatori |  |

| Arbitro: | Vitali (Bologna) |

|            |           |  |
| Tacchi 29’ | Marcatori |  |

| Arbitro: | Pezzella (Frattamaggiore) |

|                    |           |            |
| Volpecina 29’, 44’ | Marcatori | 2’ Strappa |

| Perugia 20 maggio 1984 35ª giornata | Perugia           | 0 – 0 | Palermo | Stadio Renato Curi\| Arbitro: \| Mattei (Macerata) \| |
| Arbitro:                            | Mattei (Macerata) |       |         |                                                       |

| Palermo 27 maggio 1984 36ª giornata | Palermo          | 0 – 0 | Cesena | Stadio La Favorita\| Arbitro: \| D'Elia (Salerno) \| |
| Arbitro:                            | D'Elia (Salerno) |       |        |                                                      |

| Arbitro: | Ciulli (Roma) |

|                                           |           |                                                   |
| Bonomi 7’ Vialli 37’ Volpecina 75’ (aut.) | Marcatori | 49’ De Biasi 78’ (rig.) De Stefanis 84’ Volpecina |

| Arbitro: | Pairetto (Torino) |

|                               |           |  |
| Montesano 64’ De Stefanis 79’ | Marcatori |  |

### Coppa Italia

#### Primo turno
| Arbitro: | Pezzella (Frattamaggiore) |

|                            |           |               |
| Elói 21’, 83’ Faccenda 53’ | Marcatori | 22’ Montesano |

| Arbitro: | Sguizzato (Verona) |

|             |           |                        |
| Colombo 35’ | Marcatori | 34’ (rig.) De Stefanis |

| Arbitro: | D'Elia (Salerno) |

|                        |           |                             |
| De Stefanis 36’ (rig.) | Marcatori | 44’ Schachner 81’ Hernandez |

| Arbitro: | Coppetelli (Tivoli) |

|                |           |  |
| Lutterotti 80’ | Marcatori |  |

| Arbitro: | Ongaro (Rovigo) |

|                        |           |                |
| De Stefanis 83’ (rig.) | Marcatori | 2’ Petruzzelli |

## Statistiche

### Statistiche di squadra
| Competizione | Punti | In casa | In casa | In casa | In casa | In casa | In casa | In trasferta | In trasferta | In trasferta | In trasferta | In trasferta | In trasferta | Totale | Totale | Totale | Totale | Totale | Totale | DR |
| Competizione | Punti | G       | V       | N       | P       | Gf      | Gs      | G            | V            | N            | P            | Gf           | Gs           | G      | V      | N      | P      | Gf     | Gs     | DR |
| ------------ | ----- | ------- | ------- | ------- | ------- | ------- | ------- | ------------ | ------------ | ------------ | ------------ | ------------ | ------------ | ------ | ------ | ------ | ------ | ------ | ------ | -- |
| Serie B      | 34    | 19      | 9       | 8       | 2       | 21      | 9       | 19           | 0            | 8            | 11           | 9            | 23           | 38     | 9      | 16     | 13     | 30     | 32     | -2 |
| Coppa Italia | 2     | 2       | 0       | 1       | 1       | 2       | 3       | 3            | 0            | 1            | 2            | 2            | 5            | 5      | 0      | 2      | 3      | 4      | 8      | -4 |
| Totale       |       | 21      | 9       | 9       | 3       | 23      | 12      | 22           | 0            | 9            | 13           | 11           | 28           | 43     | 9      | 18     | 16     | 34     | 40     | -6 |

### Statistiche dei giocatori
| Giocatore      | Serie B  | Serie B | Serie B     | Serie B    | Coppa Italia | Coppa Italia | Coppa Italia | Coppa Italia | Totale   | Totale | Totale      | Totale     |
| Giocatore      | Presenze | Reti    | Ammonizioni | Espulsioni | Presenze     | Reti         | Ammonizioni  | Espulsioni   | Presenze | Reti   | Ammonizioni | Espulsioni |
| -------------- | -------- | ------- | ----------- | ---------- | ------------ | ------------ | ------------ | ------------ | -------- | ------ | ----------- | ---------- |
| O. Barone      | 18       | 0       | ?           | ?          | ?            | ?            | ?            | ?            | 18+      | 0+     | ?           | ?          |
| T. Bigliardi   | 25       | 0       | ?           | ?          | ?            | ?            | ?            | ?            | 25+      | 0+     | ?           | ?          |
| R. Biondo      | 3        | 0       | ?           | ?          | ?            | ?            | ?            | ?            | 3+       | 0+     | ?           | ?          |
| G. De Biasi    | 37       | 5       | ?           | ?          | ?            | ?            | ?            | ?            | 37+      | 5+     | ?           | ?          |
| R. De Ponte    | 1        | 0       | ?           | ?          | ?            | ?            | ?            | ?            | 1+       | 0+     | ?           | ?          |
| M. De Stefanis | 35       | 11      | ?           | ?          | ?            | ?            | ?            | ?            | 35+      | 11+    | ?           | ?          |
| M. Di Cicco    | 25       | 0       | ?           | ?          | ?            | ?            | ?            | ?            | 25+      | 0+     | ?           | ?          |
| C. Fermanelli  | 11       | 0       | ?           | ?          | ?            | ?            | ?            | ?            | 11+      | 0+     | ?           | ?          |
| G. Guerini     | 35       | 0       | ?           | ?          | ?            | ?            | ?            | ?            | 35+      | 0+     | ?           | ?          |
| F. La Rosa     | 26       | 1       | ?           | ?          | ?            | ?            | ?            | ?            | 26+      | 1+     | ?           | ?          |
| V. Majo        | 31       | 0       | ?           | ?          | ?            | ?            | ?            | ?            | 31+      | 0+     | ?           | ?          |
| L. Malaman     | 28       | 0       | ?           | ?          | ?            | ?            | ?            | ?            | 28+      | 0+     | ?           | ?          |
| G. Modica      | 8        | 0       | ?           | ?          | ?            | ?            | ?            | ?            | 8+       | 0+     | ?           | ?          |
| G. Montesano   | 36       | 3       | ?           | ?          | ?            | ?            | ?            | ?            | 36+      | 3+     | ?           | ?          |
| C. Odorizzi    | 27       | 0       | ?           | ?          | ?            | ?            | ?            | ?            | 27+      | 0+     | ?           | ?          |
| F. Paleari     | 38       | -32     | ?           | ?          | ?            | ?            | ?            | ?            | 38+      | -32+   | ?           | ?          |
| H. Pircher     | 24       | 2       | ?           | ?          | ?            | ?            | ?            | ?            | 24+      | 2+     | ?           | ?          |
| A. Santonocito | 1        | 0       | ?           | ?          | ?            | ?            | ?            | ?            | 1+       | 0+     | ?           | ?          |
| M. Venturi     | 30       | 0       | ?           | ?          | ?            | ?            | ?            | ?            | 30+      | 0+     | ?           | ?          |
| G. Volpecina   | 38       | 6       | ?           | ?          | ?            | ?            | ?            | ?            | 38+      | 6+     | ?           | ?          |